# Attila Ungvári
Attila István Ungvári (ur. 25 października 1988) – węgierski judoka, olimpijczyk z Tokio (2020), gdzie zajął 32. miejsce w wadze półśredniej i Paryża (2024), gdzie zajął dziewiąte miejsce.
Siódmy na mistrzostwach świata w 2009, 2022 i 2023; uczestnik zawodów w 2010, 2013, 2017, 2018, 2019, 2021 i 2024. Startował w Pucharze Świata w latach 2007-2011, 2013-2017 i 2019. Brązowy medalista mistrzostw Europy w 2010 i 2022, a także igrzysk europejskich w 2019. Drugi na uniwersjadzie w 2009 i trzeci w drużynie w uniwersjadzie w 2013 roku.

## Letnie Igrzyska Olimpijskie 2020
| Konkurencja | Eliminacje               | Klas. końcowa |
| Konkurencja | Przeciwnik I             | Miejsce       |
| ----------- | ------------------------ | ------------- |
| 81 kg       | Mohamed Abdelaal (EGY) P | 32.           |